# Ilya Kharun
Ilya Kharun (Montréal, 7 febbraio 2005) è un nuotatore canadese, vincitore di due bronzi olimpici a Parigi 2024, di un bronzo mondiale e di sette medaglie ai campionati mondiali di nuoto in vasca corta (un oro, quattro argenti e due bronzi).

## Palmarès
- Giochi olimpici

Parigi 2024: bronzo nei 100m farfalla e nei 200m farfalla.
- Mondiali

Singapore 2025: bronzo nei 100m farfalla.
- Mondiali in vasca corta

Melbourne 2022: argento nei 100m farfalla, bronzo nella 4x50m misti mista.
Budapest 2024: oro nei 200m farfalla, argento nei 50m farfalla, nella 4x50m sl mista e nella 4x50m misti mista, bronzo nella 4x100m misti mista.